# Prestonia finitima
Prestonia finitima är en oleanderväxtart som beskrevs av Robert Everard Woodson. Prestonia finitima ingår i släktet Prestonia och familjen oleanderväxter. Inga underarter finns listade i Catalogue of Life.